# Macro
Macro – czwarty album studyjny ukraińskiego zespołu Jinjer. Album został wydany 25 października 2019 roku nakładem wytwórni muzycznej Napalm Records.

## Lista utworów[14]
| Nr | Tytuł utworu               | Długość |
| -- | -------------------------- | ------- |
| 1. | „On the Top”               | 5:28    |
| 2. | „Pit Of Consciousness”     | 4:12    |
| 3. | „Judgement (& Punishment)” | 4:19    |
| 4. | „Retrospection”            | 4:24    |
| 5. | „Pausing Death”            | 4:44    |
| 6. | „Noah”                     | 4:13    |
| 7. | „Home Back”                | 4:20    |
| 8. | „The Prophecy”             | 4:01    |
| 9. | „Lainnerep”                | 5:28    |
|    |                            | 41:09   |

## Twórcy albumu
- Tetiana Szmajluk – wokal
- Roman Ibramkhalilov – gitara elektryczna
- Jewhen Abdiuchanow – gitara basowa
- Wład Ułasewycz – perkusja
- Max Morton – produkcja, miksowanie, mastering